# محمد بهشتی (پژوهشگر علوم تربیتی)
محمد بهشتی (متولد ۱۳۳۳) پژوهشگر ایرانی و استاد پژوهشگاه حوزه و دانشگاه است. او برای نگارش جلد پنجم کتاب آرای دانشمندان مسلمان در تعلیم و تربیت و مبانی آن برگزیدهٔ بیست و هفتمین دورهٔ کتاب سال ایران شد.